# Basi scientifiche in Antartide
Elenco delle basi scientifiche presenti in Antartide entro l'area tutelata dal trattato Antartico (a sud del 60º parallelo).
Il Council of Managers of National Antarctic Programs (COMNAP) ha censito 77 basi attive, cui 40 sono basi permanenti, cioè abitate tutto l'anno, mentre 37 limitano la loro attività alla stagione estiva (da dicembre a marzo).
| Nome della base                           | Stato          | Coordinate             | Altitudine (m) | Inizio attività | Occupazione | Numero massimo di occupanti | Località                                                            |
| ----------------------------------------- | -------------- | ---------------------- | -------------- | --------------- | ----------- | --------------------------- | ------------------------------------------------------------------- |
| Belgrano II                               | Argentina      | 77°52′26″S 34°37′40″W  | 256            | 1955            | Permanente  | 20                          | Bertrab Nunatak, Terra di Coats, Mare di Weddell                    |
| Brown                                     | Argentina      | 64°53′43″S 62°52′13″W  | 22             | 1951            | Estiva      | 12                          | Baia Paradiso, Costa di Danco, Terra di Graham                      |
| Camara                                    | Argentina      | 62°35′38″S 59°55′09″W  | 0,22           | 1953            | Estiva      | 22                          | Isola Half Moon, Shetland Meridionali                               |
| Carlini                                   | Argentina      | 62°14′27″S 58°40′01″W  | 10             | 1982            | Permanente  | 80                          | Cala Potter, isola di re Giorgio, Shetland Meridionali              |
| Decepcion                                 | Argentina      | 62°58′36″S 60°42′02″W  | 7              | 1948            | Estiva      | 36                          | Porto Foster, isola Deception, Shetland Meridionali                 |
| Esperanza                                 | Argentina      | 63°23′50″S 56°59′54″W  | 25             | 1952            | Permanente  | 90                          | Baia della Speranza, Penisola Trinity, Terra di Graham              |
| Marambio                                  | Argentina      | 64°14′50″S 56°37′03″W  | 210            | 1969            | Permanente  | 165                         | Isola Seymour, Mare di Weddell                                      |
| Matienzo                                  | Argentina      | 64°58′55″S 60°04′25″W  | 32             | 1961            | Estiva      | 12                          | Larsen Nunatak, Costa di Nordenskjöld                               |
| Melchior                                  | Argentina      | 64°19′54″S 62°58′58″W  | 4              | 1947            | Estiva      | 15                          | Isola Gamma, Arcipelago Palmer                                      |
| Orcadas                                   | Argentina      | 60°44′25″S 44°44′24″W  | 8              | 1904            | Permanente  | 65                          | Isola Laurie, Orcadi Meridionali                                    |
| Petrel                                    | Argentina      | 63°28′42″S 56°13′57″W  | 18             | 1952            | Estiva      | 45                          | Isola Dundee, Penisola Antartica                                    |
| Primavera                                 | Argentina      | 64°09′35″S 60°57′25″W  | 50             | 1977            | Estiva      | 18                          | Punta Cierva, Costa di Danco, Terra di Graham                       |
| San Martín                                | Argentina      | 68°07′47″S 67°06′10″W  | 5              | 1951            | Permanente  | 21                          | Isola Barry, Isole Debenham, Terra di Graham                        |
| Casey                                     | Australia      | 66°16′54″S 110°31′39″E | 32             | 1969            | Permanente  | 99                          | Penisola di Bailey, Isole Windmill, Terra di Wilkes                 |
| Davis                                     | Australia      | 68°34′36″S 77°58′02″E  | 27             | 1957            | Permanente  | 91                          | Colli Vestfold, Terra della Principessa Elisabetta                  |
| Mawson                                    | Australia      | 67°36′10″S 62°52′28″E  | 15             | 1954            | Permanente  | 53                          | Horseshoe Harbour, Terra di Mac. Robertson                          |
| Principessa Elisabetta                    | Belgio         | 71°56′59″S 23°20′49″E  | 1382           | 2008            | Estiva      | 48                          | Utsteinen Nunatak, Monti Sør Rondane, Terra della regina Maud       |
| Comandante Ferraz                         | Brasile        | 62°05′08″S 58°23′55″W  | 8              | 1984            | Permanente  | 66                          | Baia dell'Ammiragliato, Isola di re Giorgio, Shetland Meridionali   |
| San Clemente di Ocrida                    | Bulgaria       | 62°38′26″S 60°21′55″W  | 15             | 1988            | Estiva      | 22                          | Isola Livingston, Shetland Meridionali                              |
| Carvajal                                  | Cile           | 67°45′38″S 68°54′53″W  | 4              | 1985            | Estiva      | 46                          | Isola Adelaide, Baia Margherita, Penisola Antartica                 |
| Dr. Guillermo Mann                        | Cile           | 62°27′00″S 60°47′00″W  | 15             | 1991            | Estiva      | 8                           | Capo Shirreff, Isola Livingston, Shetland Meridionali               |
| Frei                                      | Cile           | 62°12′00″S 58°57′48″W  | 10             | 1969            | Permanente  | 150                         | Penisola Fildes, Isola di re Giorgio, Shetland Meridionali          |
| Gabriel González Videla                   | Cile           | 64°49′25″S 62°51′26″W  | 6              | 1951            | Estiva      | 15                          | Baia Paradiso, costa di Danco, Penisola Antartica                   |
| O'Higgins                                 | Cile           | 63°19′15″S 57°53′59″W  | 12             | 1948            | Permanente  | 60                          | Penisola Antartica                                                  |
| Arturo Prat                               | Cile           | 62°28′43″S 59°39′48″W  | 0              | 1947            | Estiva      | 27                          | Isola Greenwich, Shetland Meridionali                               |
| Escudero                                  | Cile           | 62°12′57″S 58°57′35″W  | 10             | 1994            | Permanente  | 90                          | Penisola Fildes, Isola di re Giorgio, Shetland Meridionali          |
| Risopatrón                                | Cile           | 62°22′17″S 59°42′53″W  | 15             | 1954            | Estiva      | 6                           | Cala Coppermine, Isola Robert, Shetland Meridionali                 |
| Yelcho                                    | Cile           | 64°52′55″S 63°35′03″W  | 10             | 1962            | Estiva      | 28                          | South Bay, Isola Doumer                                             |
| Grande muraglia                           | Cina           | 62°13′03″S 58°57′43″W  | 10             | 1985            | Permanente  | 40                          | Isola di re Giorgio, Shetland Meridionali                           |
| Kunlun                                    | Cina           | 80°25′02″S 77°06′58″E  | 4087           | 2009            | Estiva      | 26                          | Dome A, Altopiano Antartico orientale                               |
| Taishan                                   | Cina           | 73°51′50″S 76°58′27″E  | 2621           | 2014            | Estiva      | 20                          | Terra della Principessa Elisabetta                                  |
| Zhongshan                                 | Cina           | 69°22′24″S 76°22′40″E  | 11             | 1989            | Permanente  | 30                          | Colli Larsemann, Terra della Principessa Elisabetta                 |
| Qinling                                   | Cina           | 74°56′04″S 163°42′55″E | 0              | 2024            | Permanente  | 80                          | Isola Inexpressible, Terra Vittoria                                 |
| Mendel                                    | Rep. Ceca      | 63°48′02″S 57°52′57″W  | 10             | 2006            | Estiva      | 20                          | Penisola Ulu, Isola di James Ross, Penisola Antartica               |
| Maldonado                                 | Ecuador        | 62°26′57″S 59°44′27″W  | 10             | 1990            | Estiva      | 34                          | Isola Greenwich, Penisola Antartica                                 |
| Aboa                                      | Finlandia      | 73°03′00″S 13°25′00″W  | 400            | 1989            | Estiva      | 17                          | Basen Nunatak, Monti Vestfjella, Terra della regina Maud            |
| Concordia                                 | Francia Italia | 75°05′59″S 123°19′57″E | 3233           | 1997            | Permanente  | 80                          | Dome C, Altopiano Antartico orientale                               |
| Dumont d'Urville                          | Francia        | 66°40′S 140°01′E       | 42             | 1956            | Permanente  | 90                          | Isola dei Petrelli, Arcipelago di Pointe-Géologie, Terra Adelia     |
| Dallmann                                  | Germania       | 62°14′26″S 58°40′00″W  | 10             | 1994            | Estiva      | 16                          | Cala Potter, isola di re Giorgio, Shetland Meridionali              |
| Kohnen                                    | Germania       | 75°00′06″S 0°04′04″E   | 2892           | 2001            | Estiva      | 28                          | Altopiano Antartico                                                 |
| Neumayer III                              | Germania       | 70°41′00″S 8°16′00″W   | 43             | 1981            | Permanente  | 60                          | Piattaforma di ghiaccio Ekström, Terra della regina Maud            |
| Bharati                                   | India          | 69°24′29″S 76°11′14″E  | 35             | 2012            | Permanente  | 47                          | Colli Larsemann, Terra della Principessa Elisabetta                 |
| Maitri                                    | India          | 70°46′00″S 11°43′51″E  | 117            | 1989            | Permanente  | 65                          | Oasi Schirmacher, Terra della regina Maud                           |
| Mario Zucchelli                           | Italia         | 74°41′42″S 164°07′23″E | 15             | 1986            | Estiva      | 120                         | Baia Terra Nova, Terra Vittoria                                     |
| Shōwa                                     | Giappone       | 69°00′25″S 39°35′01″E  | 29             | 1957            | Permanente  | 130                         | Isola Ongul Orientale, Baia di Lützow-Holm, Terra della regina Maud |
| Dirck Gerritsz                            | Paesi Bassi    | 67°34′07″S 68°07′28″W  | 16             | 2013            | Permanente  | 10                          | Punta Rothera, Isola Adelaide, Penisola Antartica                   |
| Scott                                     | Nuova Zelanda  | 77°50′58″S 166°46′02″E | 10             | 1957            | Permanente  | 85                          | Punta Pram, Isola di Ross                                           |
| Troll                                     | Norvegia       | 72°00′43″S 2°31′59″E   | 1275           | 1990            | Permanente  | 70                          | Jutulsessen Nunatak, Terra della regina Maud                        |
| Macchu Picchu                             | Perù           | 62°05′49″S 58°28′23″W  | 3,5            | 1989            | Estiva      | 30                          | Baia dell'Ammiragliato, Isola di re Giorgio, Shetland Meridionali   |
| Arctowski                                 | Polonia        | 62°09′35″S 58°28′24″W  | 2              | 1977            | Permanente  | 40                          | Baia dell'Ammiragliato, Isola di re Giorgio, Shetland Meridionali   |
| Vechernyaya                               | Bielorussia    | 67°39′35″S 46°09′18″E  | 95             | 2016            | Estiva      | 12                          | Monte Evening/Vechernyaya, Colli Thala, Terra di Enderby            |
| Jang Bogo                                 | Corea del Sud  | 74°37′38″S 164°14′16″E | 366            | 2014            | Permanente  | 62                          | Baia Terra Nova, Terra Vittoria                                     |
| Sejong                                    | Corea del Sud  | 62°13′39″S 58°47′19″W  | 10             | 1988            | Permanente  | 60                          | Penisola Barton, Isola di re Giorgio, Shetland Meridionali          |
| Bellingshausen                            | Russia         | 62°12′00″S 58°58′00″W  | 16             | 1968            | Permanente  | 40                          | Penisola Fildes, Isola di re Giorgio, Shetland Meridionali          |
| Družnaja IV                               | Russia         | 69°44′00″S 73°43′00″E  | 20             | 1987            | Estiva      | 50                          | Landing Bluff, Cala Sandefjord, Baia di Prydz                       |
| Leningradskaya                            | Russia         | 69°30′00″S 159°23′00″E | 300            | 1971            | Estiva      | 10                          | Costa di Oates, Terra Vittoria                                      |
| Mirnyj                                    | Russia         | 66°31′00″S 93°01′00″E  | 35             | 1956            | Permanente  | 50                          | Penisola Mirny, Mare di Davis                                       |
| Molodëžnaja                               | Russia         | 67°40′00″S 45°51′00″E  | 40             | 1962            | Estiva      | 15                          | Oasi Molodezhny, Colli Thala, Terra di Enderby                      |
| Novolazarevskaya                          | Russia         | 70°46′00″S 11°50′00″E  | 102            | 1961            | Permanente  | 70                          | Oasi Schirmacher, Terra della regina Maud                           |
| Oazis                                     | Russia         | 66°16′00″S 100°44′00″E | 29             | 1987            | Estiva      | 10                          | Colli Bunger, Costa di Knox, Terra di Wilkes                        |
| Progress-2                                | Russia         | 69°23′00″S 76°23′00″E  | 15             | 1989            | Permanente  | 50                          | Colli Larsemann, Terra della Principessa Elisabetta                 |
| Russkaya                                  | Russia         | 74°45′00″S 136°40′00″W | 126            | 1980            | Estiva      | 10                          | Capo Berks, Costa di Hobbs, Terra di Marie Byrd                     |
| Vostok                                    | Russia         | 78°28′00″S 106°48′00″E | 3488           | 1957            | Permanente  | 30                          | Altopiano Antartico orientale                                       |
| SANAE IV                                  | Sudafrica      | 71°40′37″S 2°50′42″W   | 850            | 1962            | Permanente  | 80                          | Vesleskarvet Nunatak, Terra della regina Maud                       |
| Gabriel de Castilla                       | Spagna         | 62°58′40″S 60°00′30″W  | 15             | 1990            | Estiva      | 14                          | Isola Deception, Shetland Meridionali                               |
| Juan Carlos I                             | Spagna         | 62°39′48″S 60°23′17″W  | 12             | 1988            | Estiva      | 14                          | Terra della regina Maud                                             |
| Byers                                     | Spagna         | 62°39′49″S 61°05′59″W  | 10             | 2001            | Estiva      | 12                          | Penisola Byers, isola Livingston, Shetland Meridionali              |
| Wasa                                      | Svezia         | 73°03′S 13°25′W        | 440            | 1989            | Estiva      | 20                          | Basen Nunatak, Monti Vestfjella, Terra della regina Maud.           |
| Turkish Antarctic Research Station (TARS) | Turchia        | 67°49′47″S 67°14′16″W  |                | 2021            | Estiva      | 24-50                       | Isola Horseshoe, Terra di Graham                                    |
| Vernadsky                                 | Ucraina        | 65°14′45″S 64°15′27″W  | 7              | 1996            | Permanente  | 24                          | Isola Galindez, Isole Argentine, Penisola Kiev                      |
| Halley VI                                 | Regno Unito    | 75°34′25″S 25°28′01″W  | 37             | 1956            | Permanente  | 52                          | Piattaforma di ghiaccio Brunt, Costa di Caird, Terra di Coats       |
| Rothera                                   | Regno Unito    | 67°34′00″S 68°07′59″W  | 16             | 1976            | Permanente  | 136                         | Punta Rothera, Isola Adelaide, Penisola Antartica                   |
| Signy                                     | Regno Unito    | 60°42′30″S 45°35′43″W  | 5              | 1947            | Estiva      | 8                           | Isola di Signy, Orcadi Meridionali                                  |
| Amundsen-Scott                            | Stati Uniti    | 90°S 0°E               | 2835           | 1956            | Permanente  | 153                         | Polo Sud                                                            |
| McMurdo                                   | Stati Uniti    | 77°50′53″S 166°40′06″E | 10             | 1955            | Permanente  | 1200                        | Penisola di Hut Point, Isola di Ross                                |
| Palmer                                    | Stati Uniti    | 64°46′45″S 64°03′20″W  | 10             | 1965            | Permanente  | 46                          | Isola Anvers                                                        |
| Artigas                                   | Uruguay        | 62°11′07″S 58°54′14″W  | 17             | 1984            | Permanente  | 60                          | Penisola Fildes, Isola di re Giorgio, Shetland Meridionali          |
| Ruperto Elichiribehety                    | Uruguay        | 63°24′14″S 59°59′45″W  | 2,8            | 1997            | Estiva      | 8                           | Baia della Speranza, Penisola Trinity, Terra di Graham              |

### Esplicative
1. ↑  Laboratorio aggregato alla base argentina Carlini
2. ↑  Laboratorio aggregato alla base britannica Rothera
3. ↑  Attualmente attiva solo in estate, diventerà in futuro una base permanente - vedi  Construction and operation of the Turkish Antarctic Research Station (TARS) (PDF), su Council of Managers of National Antarctic Programs.

### Bibliografiche
1. ↑  (EN) COMNAP Antarctic Station Catalogue (PDF), Council of Managers of National Antarctic Programs (COMNAP), 2017. URL consultato il 7 giugno 2024.
2. ↑  (EN) Our-members, su Council of Managers of National Antarctic Programs. URL consultato il 7 giugno 2024.